# Sterculia lisae
Sterculia lisae är en malvaväxtart som beskrevs av E. Taylor. Sterculia lisae ingår i släktet Sterculia och familjen malvaväxter. Inga underarter finns listade i Catalogue of Life.